# 舒貴
舒贵（1789年—？），字南江，号彝堂，李氏，内务府汉军正白旗人（属内务府正白旗汉姓满洲旗人），籍奉天铁岭。清朝官员，进士出身。

## 生平
嘉庆十八年（1813）癸酉科顺天乡试第一百四十五名举人，道光九年（1829）己丑科会试第二十四名，殿试三甲第八十四名进士。原任山西沁水县知县，诰封奉直大夫。

## 家庭及关联
- 始祖李𦬅，世居关东铁岭。
- 世祖李崇智。胞兄李崇仁，其子内务府正白旗汉军李成棟，孙内务府主事李如梧；曾孙：李永標（字纯九），任内务府郎中兼佐领、乾隆二十八年热河总管（前任系嘉庆帝逊嫔之父、内务府正黄旗汉军沈氏永和，载《钦定热河志》）、江南庐凤道、粤海关监督，著《寄素堂詩稿》二卷、杂著二卷，李永輝曾任内务府镶黄旗包衣第五參领第三旗鼓佐领（据《钦定八旗通志》），李永倫。据《八旗滿洲氏族通譜》卷75，“李成棟，正白旗包衣旗鼓人，世居瀋陽地方，來歸年分無考。其子李如梧，原任主事。孫李永輝，現任筆帖式，永倫原任筆帖式”。其中李永標有：
  - 甥：内务府镶黄旗满洲、侍郎伊齡阿。袁枚和李永标孙长闱诗词皆提到。
  - 子一延强，历任內務府郎中、張家口監督、内务府正黃旗護軍統領，曾任内务府正黄旗包衣第五參领第三旗鼓佐领（系国初编立）、内务府正白旗包衣第五參领新增回子佐领（乾隆二十五年设立，载《钦定八旗通志》）；曾收藏《唐·王居士砖塔铭二石本（李延强旧藏）》并于乾隆三十六年（1771）作跋（后由女婿、内务府正黄旗蒙古诗人法式善递藏）；修《全国李氏近房宗谱》（乾隆四十六年（1781）木刻印本）。
    - 孙儿長闈（字迈仁），乾隆四十四年（1779）己亥科举人（时隶内务府正白旗佐领杨作新下，杨作新系内务府镶黄旗汉军进士宜振高祖），嘉庆十一年熱河總管、内务府正白旗護軍統領，曾任内务府镶黄旗包衣第四參领第一旗鼓佐领（载《钦定八旗通志》），著《挹綠軒詩稿》（纪昀、英和、女婿阿爾邦阿序，现藏哈佛大学图书馆）。其女李氏，嫁内務府正白旗漢軍、總管内務府大臣、戶部右侍郎汪氏阿爾邦阿（字筠溪；父總管内務府大臣、兵部左侍郎常福（汪氏））。長闈亲家还有镶黄旗蒙古进士额勒德特氏和瑛。
    - 孙儿長申，奉宸院卿、嘉庆二十五年總管內務府大臣，任皇朝清三通监造，重修其父编修的《全国李氏近房宗谱》（嘉庆十六年（1811）木刻印本，现藏中国国家图书馆）。
    - 孙儿長瞻，乾隆四十四年（1779）己亥科举人（时隶内务府正白旗佐领杨作新下），与胞兄長闈顺天乡试同榜。
    - 孙儿長順。妻尚氏（父熱河總管、江寧織造尚福海；胞姊尚福娥嫁镶蓝旗宗室書約，其子嘉慶己巳科進士宗室崇碩；胞侄女尚佳氏封道光帝之豫嫔）。
    - 孙女李氏，嫁内务府正白旗满洲索綽絡氏英柱（父乾隆癸酉科舉人德元，胞叔乾隆丁巳科進士德保）。
    - 孙女李氏，嫁内务府镶黄旗汉军冯氏五福（祖父雍正壬子举人、文渊阁大学士文肅公英廉），其子嘉慶四年（1799年）己未科进士象會。
    - 孙女李氏，继配嫁内务府正黄旗蒙古诗人、乾隆四十五年（1780年）庚子恩科进士法式善（1753-1813）。

  - 子二延鳳，任内务府员外郎。孙儿道光癸卯舉人長海。
  - 子三延芳。
- 世祖李成賢。“李成賢，正白旗包衣人，世居瀋陽地方，來歸年分無考”（据《八旗满洲氏族通谱》卷74）。
- 世祖李如桂。
- 太高祖李永清，国初从龙入京，诰赠荣禄大夫。妻范氏，诰赠一品夫人。
- 高祖李延禧（字綿芝），立平定噶尔丹军功，任康熙朝内务府郎中（期间驻景德镇督陶官），雍正元年至九年总管内务府大臣、吏部左侍郎、正白旗汉军副都统，赏戴花翎；曾任内务府正白旗第五参领第三旗鼓佐领（据《钦定八旗通志》）。
- 曾祖長显（号宪宜），诰赠武功将军。妻徐氏，诰赠一品夫人。
  - 胞兄六格（c.1680s-?），内务府正白旗包衣第二參领第一满洲佐领（其前任二等阿达哈哈番（轻车都尉）佟保贵，拨隸怡亲王胤祥属下，出任第一任正蓝旗包衣第四參領第一佐領；该正蓝旗包衣佐领第三任、頭等護衛、李氏家族姻戚胡氏韓保系正蓝旗汉军吉惠之堂祖伯）、内务府郎中兼護军參领。其子李維棟（c.1700s-?），孙李世爵（c.1730s-?）；曾孙李萬樞，继妻楊氏（父内务府正黄旗汉军赴會寶，胞叔兵部侍郎虔礼宝系光緒十五年（1889年）己丑科进士楊鍾羲之高祖）。
  - 胞兄長印。其子内务府佐领李維屏（又名黑達塞），曾任内务府镶黄旗包衣第一参领第二管领（据《钦定八旗通志》）；妻高佳氏（其父镶黄旗满洲、甘肃凉州镇总兵高述明，胞兄两江总督、文华殿大学士文端公高晉，胞姊高佳氏嫁正蓝旗汉军、二等侍卫胡照，即道光三十年庚戌（1850）科进士吉惠之高祖、光绪二年丙子恩科进士胡俊章之太高祖）。舒贵与姻戚镶黄旗满洲高佳氏福淳（文端公高晉之胞叔总兵高鈺之曾孙）道光九年（1829年）己丑科进士同榜。
  - 胞兄長英。其女李氏嫁正藍旗滿洲、吉林將軍与烏里雅蘇臺將軍勤毅公佟佳氏喜明（父閩浙總督、禮部尚書恭簡公常青）。
  - 胞兄長榮（又桑格），内务府员外郎。其女李氏嫁内务府正白旗满洲、乾隆二年（1737年）丁巳恩科進士塞克圖氏諾敏（时隶内务府正白旗管领孟六格下，据《钦定八旗通志：进士》，与李氏家族姻戚德保进士同榜；嫡堂兄乾隆十六年（1751年）辛未进士德瑛）。
  - 胞姊李氏，嫁內務府正白旗汉军、内务府员外郎兼佐领尚琳（接替其父任内务府正白旗包衣第五参领第三旗鼓佐领，据《钦定八旗通志》；父內務府總管兼佐領尚志舜，祖父内务府佐领尚興，曾祖尚大德；胞侄熱河總管、江寧織造尚福海，其孙女尚氏封道光帝之豫嬪）。其子乾隆三年（1738年）戊午科舉人尚英奇（字卓如；隶其父内务府佐领尚琳下，据《钦定八旗通志》科举）；妻史氏（父史鵬）；孙女尚佳氏，嫁宗室祿隆阿（祖父宗學總管、奉恩將軍查達，曾祖盛京将军、多羅貝勒察尼，高祖豫通親王多鐸）。
- 祖全保（字聲金），诰赠武功将军。
- 父恒泰（字坦齋），翻译生员，内务府郎中兼佐领，善射箭，诰授中宪大夫。
- 胞叔恒林，内务府六库郎中兼骁骑参领。其子舒辰（1784-？）；妻趙氏（1785-1824，父正蓝旗汉军趙珠敦，世襲恩騎尉、鑾儀衛整儀尉，出師安南陣亡；胞叔乾隆辛丑科進士阿林；胞姊趙氏嫁正蓝旗满洲、嘉慶六年（1801年）辛酉恩科进士秀堃；属清末東三省總督趙爾巽家族）。
- 胞兄舒敏。
- 妻邵氏（胞兄内務府正黃旗滿洲、嘉慶辛未科進士福申，著有《澍棠軒詩鈔》；父内务府造办处郎中永泰）。
- 子景瀛（1834-？），光绪丙子恩科进士[2]。妻姜氏（父内务府造办处库掌官恆，胞叔内务府郎中官庆）。孙儿裕榮，裕增（精于数学）。景瀛与姻戚、正蓝旗汉军吉惠之胞侄胡俊章进士同榜，两家族在乾隆朝已结为姻戚。
- 子景瑞。孙儿繼善。